# Kel-Tec P11
Kel-Tec P-11とは、アメリカのフロリダ州ココアに所在するKel-Tec CNCインダストリーズで1995年から生産されている小型のセミオートマチック式拳銃である。ジョージ・ケルグレンによって設計されたこのピストルは、一般市民の自衛とバックアップ、及び警察官のオフデューティー（非番時携帯）用として開発された。

## 設計と性能
P-11はスウェーデン生まれの設計者ジョージ・ケルグレンによって開発されている。彼は初期のハスクバーナ社、イントラテック社、およびグレンデル社などのブランドの銃器を多数設計していた。P-11はバレル、スライド、フレーム、発射機構、グリップ、マガジンの6つの主要なコンポーネントで構成されている。本銃はアルミ製のレシーバーを使用しており、これはポリマー製のグリップに包まれ、ハウジング部分もポリマー製のピンで固定している。スライドと銃身、弾倉は鋼鉄製である。
撃発機構はストライカー方式、引き金を引くとバネで圧縮された内蔵の撃茎が外れ、弾底を叩く方式である。空虚状態で重量400gのこの拳銃は比較的軽量なものである。
標準型の弾倉は10発または12発の実包を内蔵する。公式には10発弾倉と限定されていない。この両方とも、拳銃の下部と面一になるよう装着される。P-11はまた、スミス＆ウェッソン モデル59シリーズの弾倉もいくつか差し込むことができる。利用するには、15発収容のスミス＆ウェッソン モデル59用弾倉の基部周囲をアダプターで包む。スミス＆ウェッソンシリーズの69コンパクト12発収容弾倉もまた同じく作動するが、これには短いアダプタースリーブのものを同様に合わせる。
P-11には外部に装された手動の安全装置が欠けている。このような装置に信頼を置く替わりとして、トリガーの引き長さが長く、作動も重いダブルアクションのみの作動方式（DAO）となっている。トリガープルに要する圧力は4.08kgで、これにより不意の暴発を防止している。撃針バネおよび低質量の撃鉄は、銃が意図せず落とされたときに暴発するのを防ぐ。
アクセサリーにはトリガーシューズ、フィンガーレスト、ベルト・クリップ、メーカー製のポリマー製ガイドロッドと交換する鋼製ガイドロッド、灰色またはオリーブドラブ系の緑色ポリマー・グリップ・ハウジング、ナイト・サイトが用意されている。また他のアクセサリーがメーカーから入手可能である。

## 派生型
短い期間であるが、P-11は.357SIG弾と.40S&W弾のための措置として弾倉の装弾数を減らした。これらの拳銃はP-40またはP-357と呼ばれた。こうしたモデルは、P-11のフレームと、大型化されたスライドおよび銃身を結合した物である。Kel-Tec社はこれらの拳銃や換装用キットの量産を留保した。2006年、Kel-Tec社はP-11にen:Kel-Tec P-3ATから流用した技術的改良を加え、これを基礎として単列弾倉式の拳銃を公開した。この結果生まれたen:Kel-Tec PF-9拳銃は、全備重量がP-11の空虚重量と同等であり、またいくぶんかスリムなものとなった。

## 市場への流通
P-11は、一般大衆や法的な行政機関の勤務員により秘匿携行されるよう設計されている。本銃は、使用している複列弾倉よりもわずかに幅が広い。これは銃器を秘匿して携行したり、また自衛用の弾薬として「高性能」のものを望むユーザーにとり、特に魅力的である。銃身は、ブローニング方式で採用されるティルティング・バレルを用いて作動するものとしては、可能な限り最短に近い。この銃は、ポケットや小さなホルスター、またはハンドバッグの中に容易に収納できる。秘匿携行される間の快適さを考慮し、銃の全ての端は丸みを付けられ、滑らかに加工されている。ポケットホルスターの奥にしまい込んだり、ウエストバンド・ホルスターの内側に入れるとき、ひっかかるような突起はこの銃にはほぼ無い。